# Tullio Martello

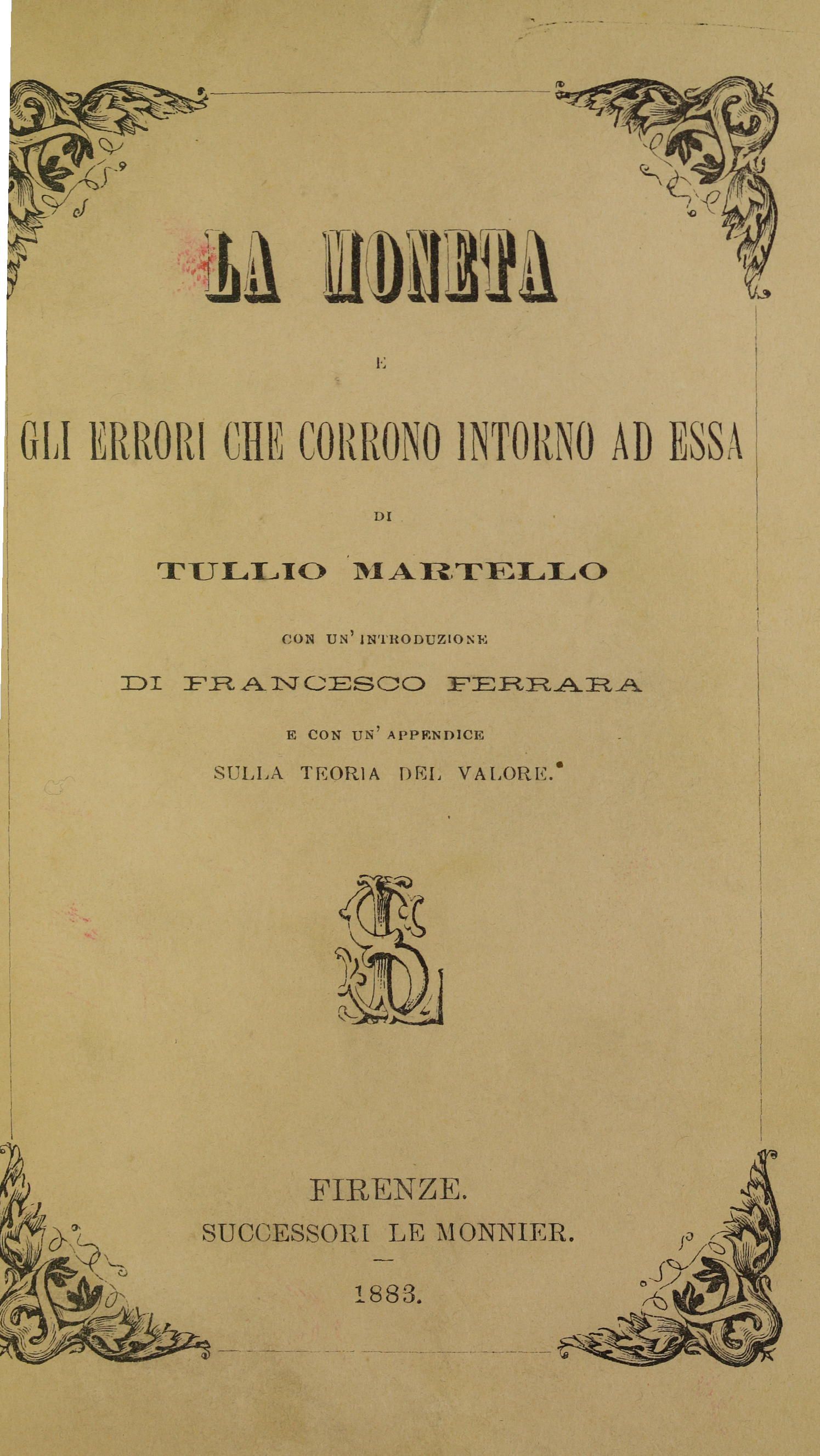
Page de titre de La moneta e gli errori che corrono intorno ad essa

Tullio Martello, né le 13 mars 1841 à Vicence, et mort le 10 février 1918 à Bologne, est un économiste italien. Il a pris part à l'Expédition des Mille.

## Biographie
Tullio Martello est né le 13 mars 1841 à Vicence dans une famille de classe moyenne. En 1847, il déménage avec sa famille à Venise et en 1850 à Padoue.

## Œuvres
- (it) Storia della Internazionale dalla sua origine al Congresso dell'Aja, Padoue, Salmin, 1873 (lire en ligne)
- (it) La moneta e gli errori che corrono intorno ad essa, Florence, Successori Le Monnier, 1883 (lire en ligne)